# Model de Debye
El model de Debye en termodinàmica i física de l'estat sòlid és un mètode desenvolupat per Peter Debye l'any 1912 per estimar la contribució dels fonons a la calor específica en un sòlid. El model de Debye tracta les vibracions de la xarxa atòmica (calor) com fonons en una capsa, en contrast amb el model d'Einstein, que representa els sòlids com formats per molts oscil·ladors harmònics quàntics que no interaccionen entre ells. El model de Debye prediu correctament la dependència a temperatures baixes de la capacitat calorífica, que és proporcional a {\displaystyle T^{3}}. Com també ho fa el model d'Einstein, prediu la llei de Dulong-Petit a altes temperatures; tanmateix, degut a la simplicitat dels supòsits sobre els que es recolza, resulta deficient a l'hora d'explicar els fenòmens observables a temperatures intermèdies.

## Desenvolupament teòric

Fonó propagant-se

El model de Debye és un model de la física de l'estat sòlid equivalenta a la llei de Planck de la radiació del cos negre, que tracta la radiació electromagnètica com un gas de fotons en una capsa. El model de Debye tracta les vibracions atòmiques como fonons dins una capsa (la capsa és el sòlid). La major part del desenvolupament és idèntica.

## Temperatura de Debye

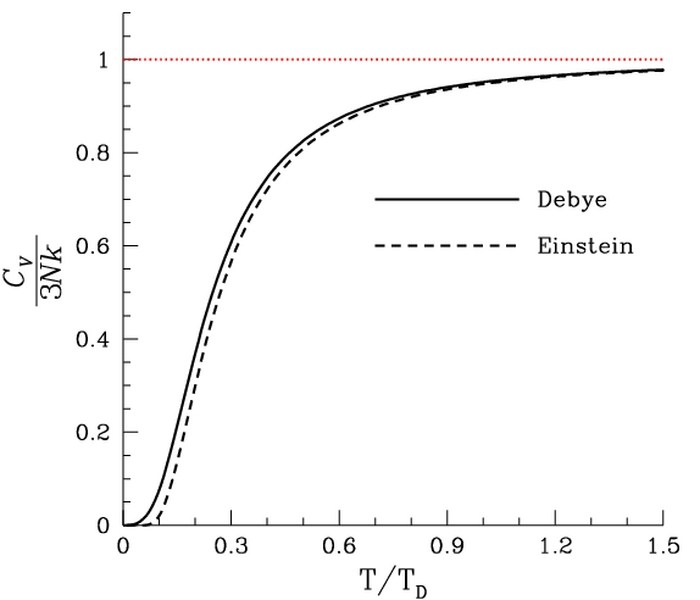
Debye vs. Einstein. Capacitat calorífica que es prediu com funció de la temperatura.

Encara que el model de Debye no és completament correcte, dona una bona aproximació per a la capacitat calorífica a baixes temperatures dels sòlids cristal·lins aillants on altres contribucions (com la deguda als electrons) no tenen importància pràctica. La següent taula mostra les temperatures de Debye per a diverses substàncies:
| Alumini  | 428 K   |
| Cadmi    | 209 K   |
| Crom     | 630 K   |
| Coure    | 343.5 K |
| Or       | 165 K   |
| Ferro    | 470 K   |
| Plom     | 105 K   |
| Manganès | 410 K   |
| Níquel   | 450 K   |
| Platí    | 240 K   |

| Silici         | 645 K  |
| Plata          | 225 K  |
| Tàntal         | 240 K  |
| Estany (blanc) | 200 K  |
| Titani         | 420 K  |
| Wolframi       | 400 K  |
| Zinc           | 327 K  |
| Carboni        | 2230 K |
| Gel            | 192 K  |